# Reinhard Doubrawa
Reinhard Doubrawa (* 1963 in Treysa) ist ein deutscher Konzeptkünstler.

## Ausbildung
Doubrawa studierte von 1990 bis 1995 an der Kunsthochschule Kassel, 1991 bei Fritz Schwegler an der Kunstakademie Düsseldorf und schloss 1995 als Meisterschüler bei Urs Lüthi sein Studium ab.

## Wirken
Doubrawas künstlerische Praxis ist medien- und genreübergreifend. Hierzu zählen unter anderen Zeichnung, Malerei, Fotografie, Objekt, Graffiti, Installation und In-situ-Projekte. Er setzt sich mit Fragen nach dem Zustandekommen von Bedeutung im Zusammenhang mit alltäglichen Zeichen und Codes auseinander. Seine Arbeit bewegt sich dabei vorwiegend im Bereich zwischen Sprache und Bild.
„Doubrawa interessiert sich vielmehr für die auf Form und Bedeutung bezogenen Handlungen. Hier geht es um den (visuellen) Ausdruck, die Bildersprache (welche Botschaft wird von einem Bild übermittelt, wie wird sie übermittelt, und wird sie tatsächlich übermittelt?), und wie unsere Sprache an Bedeutung außerhalb ihrer selbst gebunden ist. Doubrawa fragt, in welcher Form wir ‚unsere Bedeutung‘ akquirieren, wie diese Bedeutung die Form beeinflusst (und umgekehrt), und wie irrwitzig (oder uneindeutig) diese Beziehung in der Realität ist.“
(Godart Bakkers, 2017)

## Lehrtätigkeit
- KASK (Koninklijke Academie voor Schone Kunsten) Gent, Belgien
- Luca School of Arts, Gent, Belgien
- Stiftung Bauhaus, Dessau
- Hochschule Bochum
- RWTH Aachen[2]
- TU Eindhoven, Niederlande
- Kunsthochschule Kassel

## Auszeichnungen
- 2016 Residenzstipendium, Frans Masereel Centrum, Kasterlee, Belgien[3]
- 2013 Förderpreis des Hessischen Ministeriums für Wissenschaft und Kunst
- 2010 Artist in Residence, Croxhapox, Gent, Belgien
- 2008 Reisestipendium für Serbien, Balkankult Foundation, Belgrad, Serbien
- 2006 Förderpreis der SKOR, Stichting kunst en oppenbare ruimte, Eindhoven, Niederlande
- 2002 Artist in Residence, HANGAR, Centro de Producción de Artes Visuales y Multimedia, Barcelona Spanien
- 2002 Förderpreis der Dr. Wolfgang Zippel Stiftung, Kassel
- 2000 Artist in Residence, Centre de Sculpture, Montolieu, Frankreich
- 1999 Arbeitsstipendium der Hessischen Kultur GmbH, Wiesbaden
- 1998 Artist in Residence, Pearlstreet Studios, Brooklyn, New York, USA

## Ausstellungen
- 2017 „Zwischenebenen“, Galerie Sofie Van de Velde, Antwerpen, Belgien[4]
- 2016 „Crosswords 3“, Galerie Jordan/Seydoux, Berlin; „Crox 536 – Auction“, SMAK und Croxhapox, Gent, Belgien
- 2015 „Imago Mundi“, Fondazione Giorgio Cini, Venedig, Italien
- 2014 „Bestandsbesichtigung – Die Artothek Kassel“, Documenta-Halle, Kassel
- 2013 „Dublin Doubles“, Broadcast Gallery, Dublin, Irland; „KABOOM – Comic in der Kunst“, Weserburg, Museum für moderne Kunst, Bremen[5]
- 2011 „Doubles“, Les Brasseures – Art contemporaine, Liège, Belgien
- 2010 „Brainenlargement“, Croxhapox, Zentrum für aktuelle Kunst, Gent, Belgien
- 2009 „The NY art bookfair“, P.S.1 Contemporary Art Center, New York, USA; „Balkan Diary“, O3one Artspace, Belgrad, Serbien; „MISS READ“, Künstlerbücher, KunstWerke – Institute for Contemporary Art, Berlin
- 2008 „Walking The Line“, Kudlek van der Grinten Galerie, Köln
- 2006 „welcome“, blob-Ausstellungspavillon, Eindhoven Niederlande; „synchron“, Larm Galleri, Kopenhagen, Dänemark
- 2005 „Auf meinem Weg ins Paradies“, Museum Neue Galerie, Kassel;
- 2002 „Annäherungen an das Unberechenbare“, Leopold-Hoesch-Museum, Düren; „Public Phone“, Montolieu, Frankreich
- 2001 „Somehow Exhibition“, MU-Art Foundation, Eindhoven, Niederlande; „Die andere Seite“, Osthaus Museum, Hagen
- 1997 „Para-Site“, Gulden Vlies Galerijen, Brüssel, Belgien; „Intersection II“, Margaret Harvey Gallery, St. Albans, London, England
- 1996 „Intersection“, Open Space Gallery, Reading, England; „Vier Wände“, Plateau, Center for Performing Arts, Brüssel, Belgien